# 日産180
日産180（にっさんワンエイティー）とは、日産自動車が2000年度から進めてきた「日産リバイバルプラン」が予定より早く達成されたため、2002年4月からスタートした新たな中期計画である。

## 内容
- 2004年度末までにグローバルでの販売台数を100万台増加
- 連結売上高営業利益率（連結ベース）8%を達成
- 購買コストの15%削減
- 2004年度末までに自動車事業実質有利子負債0を実現

## 結果
2002年度に連結売上高営業利益率10.8%達成し、自動車事業実質有利子負債0も実現した。